# Zelfconsistente causale lus

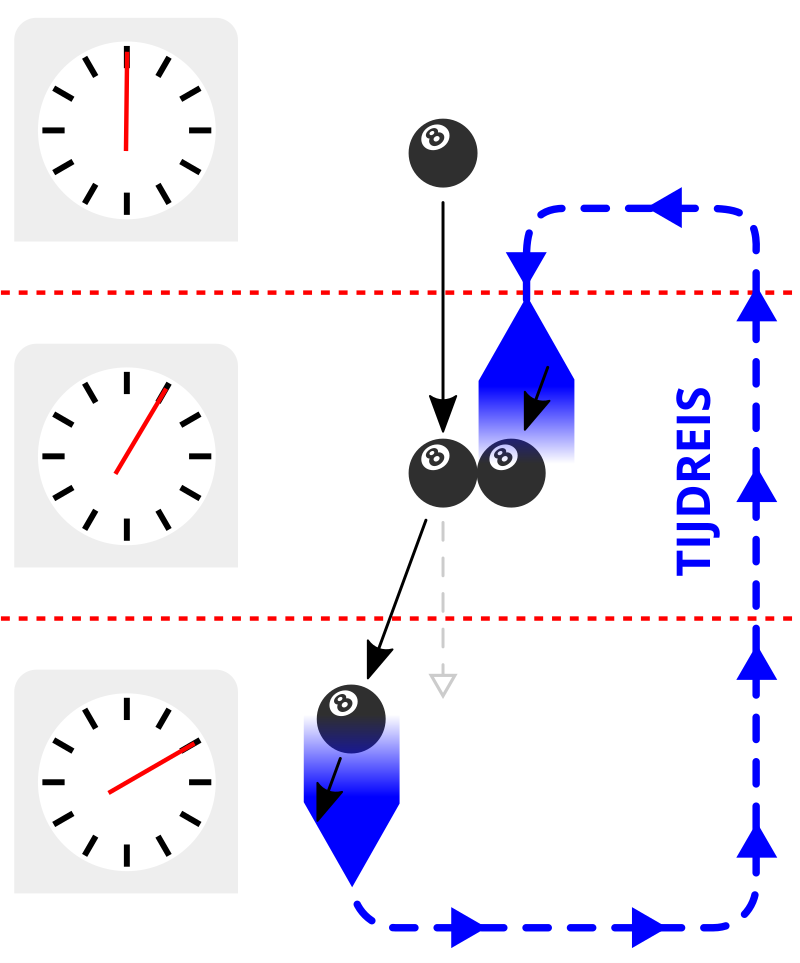
Een biljartbal geeft zijn vroegere zelf een tik die zijn baan net genoeg verandert op precies de juiste manier, zodat het zijn eigen eerdere baan aanpast. De verandering in de baan lijkt zichzelf te hebben veroorzaakt.

Een zelfconsistente causale lus, in het Engels ook wel bekend als de bootstrap paradox of predestination paradox, is een begrip uit de sciencefiction. Het is een vorm van een ontologische paradox, die zou ontstaan wanneer een tijdreiziger in het verleden iets doet wat een gebeurtenis veroorzaakt, terwijl diezelfde gebeurtenis juist de reden was voor de tijdreis. Hierdoor wordt de tijdreiziger zowel het gevolg als de oorzaak van die gebeurtenis.
Er zou een causale lus ontstaan waarin oorzaak en gevolg in elkaar overlopen. De gebeurtenis vindt plaats omdat de tijdreiziger teruggaat, maar de tijdreiziger gaat terug omdat de gebeurtenis al heeft plaatsgevonden. Hierdoor vervaagt het onderscheid tussen oorzaak en gevolg en is er geen duidelijk beginpunt aan te wijzen.

## Casussen
Een voorbeeld van zo'n paradox is het verhaal van een horloge dat generaties lang in een familie blijft. Iemand krijgt het van zijn vader, die beweert dat het ooit aan hun overgrootvader is gegeven door een tijdreiziger. Alles lijkt te kloppen, totdat blijkt dat de ontvanger zelf die tijdreiziger is. Hij reist terug in de tijd en geeft het horloge aan zijn eigen voorvader. Het horloge heeft zo geen duidelijk beginpunt: het bestaat alleen omdat het steeds opnieuw aan zichzelf wordt doorgegeven in de tijd.
Paul Davies geeft een voorbeeld in zijn boek Perfect universum van een wiskundige die een wiskundige formule leest in een tijdschrift, daarna terug in de tijd reist en de formule geeft aan een student die de formule weer plaatst in het tijdschrift.

## In verhalen
- In de populaire cultuur is de paradox vernoemd naar het verhaal De tijdpoort  (Engels: By His Bootstraps) van Robert A. Heinlein uit 1941, dat waarschijnlijk een van de eerste publieke voorbeelden van deze paradox was.[4] In dit verhaal reist de hoofdpersoon door de tijd en ontmoet steeds andere versies van zichzelf op verschillende momenten. Uiteindelijk beseft hij dat alles wat hij meemaakt al vastligt in een kringloop van gebeurtenissen. Hij wordt zelf de persoon die hij in het begin ontmoette en zorgt ervoor dat zijn jongere zelf hetzelfde pad volgt.
- In het sciencefictionverhaal All You Zombies— uit 1958 van Robert A. Heinlein volgt het verhaal een tijdreiziger die een jongeman ontmoet die op zoek is naar zijn echte ouders. Door verschillende tijdreizen ontdekt hij dat deze jongeman eigenlijk hijzelf is, maar dan op jongere leeftijd. Verder blijkt dat hij als baby werd verlaten, later een geslachtsverandering onderging, en uiteindelijk zijn eigen moeder en vader werd. Het verhaal laat zien hoe zijn leven en identiteit door tijdreizen met elkaar verbonden zijn in een complexe lus. De film Predestination uit 2014 is gebaseerd op dit verhaal.
- In de film Somewhere in Time uit 1980 krijgt de jonge toneelschrijver Richard Collier een oud horloge van een mysterieuze vrouw. Jaren later ontdekt hij dat zij Elise McKenna is, een beroemde actrice. Via zelfhypnose reist hij terug in de tijd en ontmoet haar als jonge vrouw. Ze worden verliefd, maar doordat Richard per ongeluk een munt uit 1979 vindt, wordt hij abrupt teruggetrokken naar het heden. Later, als oude vrouw, geeft Elise het horloge aan Richard, zodat hij het mee kan nemen als hij terugreist.[5] Zo blijft het horloge rondgaan zonder duidelijk beginpunt.
- In Harry Potter en de Gevangene van Azkaban ontstaat een paradox doordat Harry en Hermelien terugreizen en daardoor gebeurtenissen veroorzaken die al gebeurd zijn. Harry redt Sirius omdat hij zichzelf terug in de tijd stuurt, en zonder die redding zou hij dat nooit doen. Deze tijdreis maakt geen vrije verandering van het verleden mogelijk, maar de gebeurtenissen liggen vast. Zo ontstaat een paradox waarin het verleden en de toekomst elkaar beïnvloeden zonder duidelijk begin, wat leidt tot vaste, onvermijdelijke gebeurtenissen.